# العلاقات البحرينية السريلانكية
العلاقات البحرينية السريلانكية هي العلاقات الثنائية التي تجمع بين البحرين وسريلانكا.

## مقارنة بين البلدين
هذه مقارنة عامة ومرجعية للدولتين:
| وجه المقارنة                                              | البحرين       | سريلانكا                         |
| --------------------------------------------------------- | ------------- | -------------------------------- |
| المساحة (كم2)                                             | 765           | 65.61 ألف                        |
| عدد السكان (نسمة)                                         | 1.49 مليون    | 21.44 مليون                      |
| الكثافة السكانية (ن./كم²)                                 | 194.77 ألف    | 326.78                           |
| العاصمة                                                   | المنامة       | سري جاياواردنابورا كوتي، كولمبو  |
| اللغة الرسمية                                             | اللغة العربية | اللغة السنهالية، اللغة التاميلية |
| العملة                                                    | دينار بحريني  | روبية سريلانكي                   |
| الناتج المحلي الإجمالي (بليون دولار)                      | 35.31 مليار   | 87.17 مليار                      |
| الناتج المحلي الإجمالي (تعادل القوة الشرائية) بليون دولار | 64.16 مليار   | 246.62 مليار                     |
| الناتج المحلي الإجمالي الاسمي للفرد دولار أمريكي          | 22.60 ألف     | 3.93 ألف                         |
| الناتج المحلي الإجمالي للفرد دولار أمريكي                 | 45.50 ألف     | 11.11 ألف                        |
| مؤشر التنمية البشرية                                      | 0.824         | 0.757                            |
| رمز المكالمات الدولي                                      | +973          | +94                              |
| رمز الإنترنت                                              | .bh           | .lk،                             |
| المنطقة الزمنية                                           | ت ع م+03:00   | ت ع م+05:30                      |

## منظمات دولية مشتركة
يشترك البلدان في عضوية مجموعة من المنظمات الدولية، منها:
| علم المنظمة | اسم المنظمة                               | تاريخ انضمام البحرين | تاريخ انضمام سريلانكا |
| ----------- | ----------------------------------------- | -------------------- | --------------------- |
|             | يونسكو                                    | 18 يناير 1972        | 14 نوفمبر 1949        |
|             | وكالة ضمان الاستثمار متعدد الأطراف        | 12 أبريل 1988        | 27 مايو 1988          |
|             | الأمم المتحدة                             | 21 سبتمبر 1971       | 14 ديسمبر 1955        |
|             | الاتحاد البريدي العالمي                   | ?                    | ?                     |
|             | البنك الدولي للإنشاء والتعمير             | 15 سبتمبر 1972       | 29 أغسطس 1950         |
|             | المنظمة الهيدروغرافية الدولية             | ?                    | ?                     |
|             | الاتحاد الدولي للاتصالات                  | 1975                 | 1897                  |
|             | منظمة حظر الأسلحة الكيميائية              | ?                    | ?                     |
|             | مؤسسة التمويل الدولية                     | 22 سبتمبر 1995       | 20 يوليو 1956         |
|             | المركز الدولي لتسوية المنازعات الاستشارية | 15 مارس 1996         | 11 نوفمبر 1967        |
|             | منظمة التجارة العالمية                    | ?                    | ?                     |
|             | منظمة الشرطة الجنائية الدولية             | ?                    | ?                     |

## أعلام
هذه قائمة لبعض الشخصيات التي تربطها علاقات بالبلدين:
- غايان دي سيلفا (لاعب كركيت سريلانكي، 23 فبراير 1988 – )

## وصلات خارجية
- موقع وزارة الخارجية البحرينية
- موقع وزارة الخارجية السريلانكية